# Aphelia nutans
Aphelia nutans là một loài thực vật có hoa trong họ Centrolepidaceae. Loài này được Hook.f. ex Benth. mô tả khoa học đầu tiên năm 1878.